# José María Blanco Ibarz
José María Blanco Ibarz (Barcelona, 2 de diciembre de 1926-ib., 29 de mayo de 2019) fue un historietista español.

## Biografía
En su juventud, José María Blanco trabajó en una sucursal bancaria.
En los años cincuenta, empezó a colaborar con el TBO, como parte de una nueva hornada de autores que contribuyeron a renovar la veterana publicación.
En 1963 creó su serie más interesante, Los Kakikus, sobre una peculiar tribu africana. Cinco años después, se encargaba también de continuar La familia Ulises, respetando el estilo de su creador Benejam.
Ya jubilado, realizó en 1993 La Barcelona de Blanco, una colección de ilustraciones, además de felicitaciones navideñas, que distribuía anualmente de forma desinteresada entre sus colegas.
En el 2016, obtuvo el Gran Premio del Salón del Cómic de Barcelona.

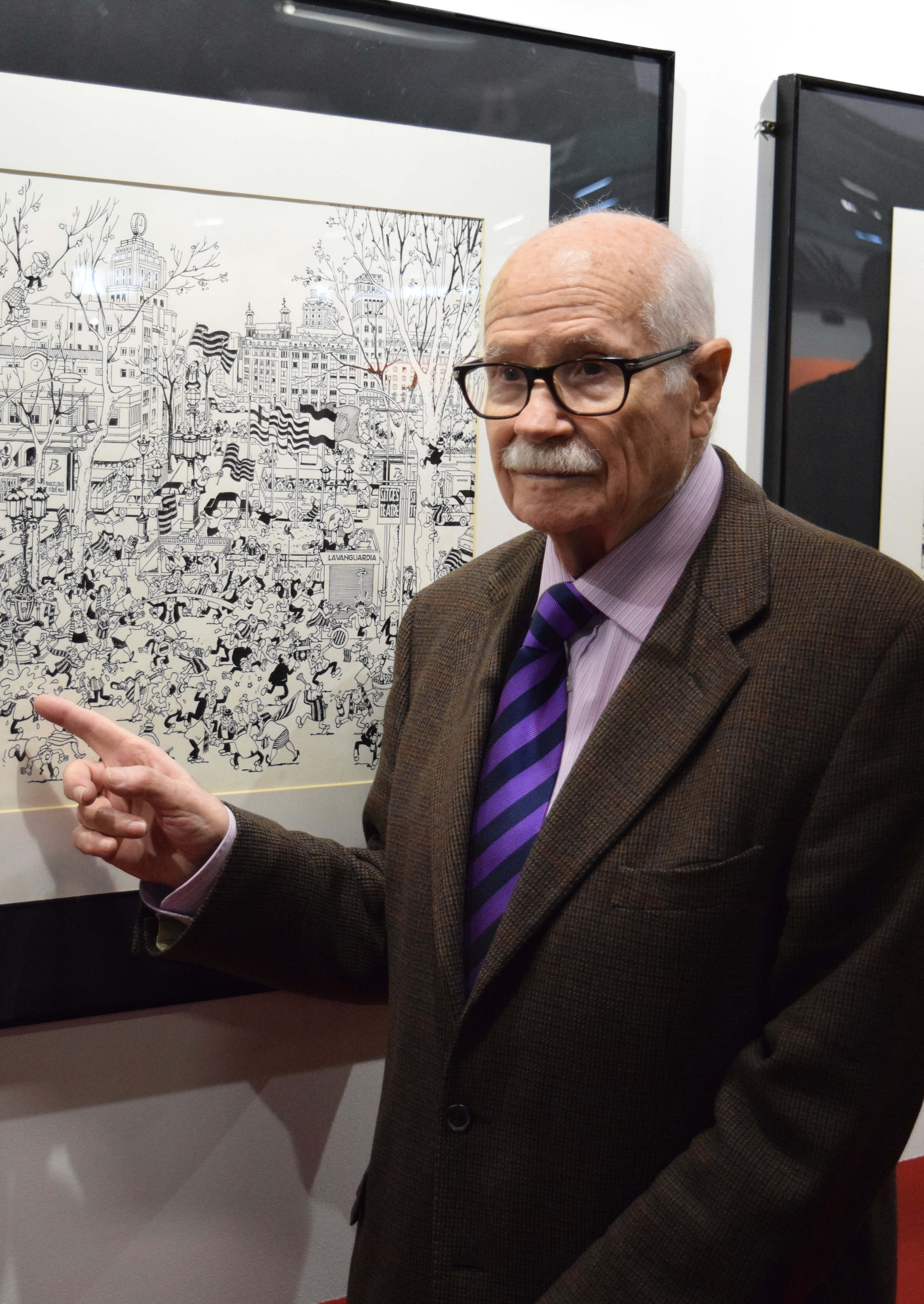
Blanco con una plana suya expuesta en Humor Blanco del TBO, de la edición del 2017 del Salón Internacional del Cómic de Barcelona.

## Obra
| Años | Título                             | Tipo                 | Publicación                                                                |
| ---- | ---------------------------------- | -------------------- | -------------------------------------------------------------------------- |
| 1947 | El mundo se ríe                    | Serie colectiva      | Pulgarcito                                                                 |
| 1950 | Patam Plaff                        | Serie                | Garabatos                                                                  |
| 1950 | El loco Pericos                    | Serie                | Garabatos                                                                  |
| 1963 | Los Kakikus                        | Serie                | TBO                                                                        |
| 1968 | La Familia Ulises                  | Serie                | TBO                                                                        |
| 1970 | Humor gráfico español del siglo XX | Monografía colectiva | Salvat/Alianza Editorial: Biblioteca Básica Salvar de Libros RTVE, núm. 46 |